# Carltheater

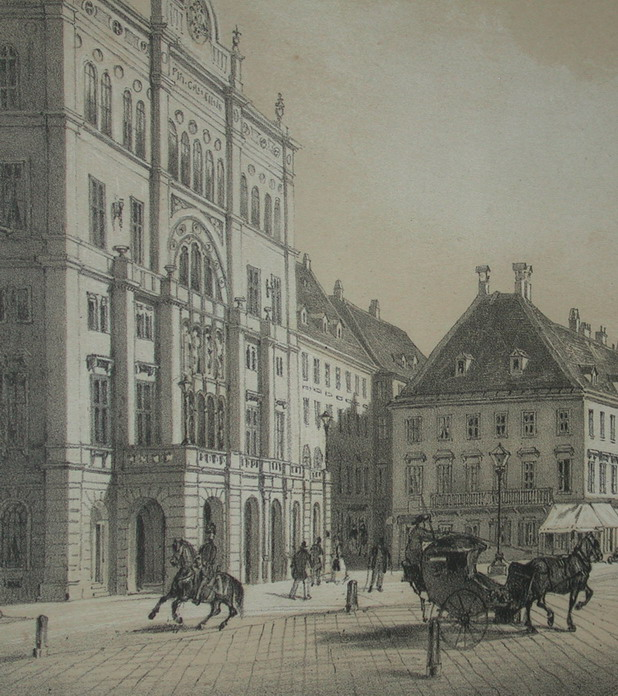
Carltheater um 1850

Carltheater (Außenansicht)

Carltheater (Grundriss des Parterres)

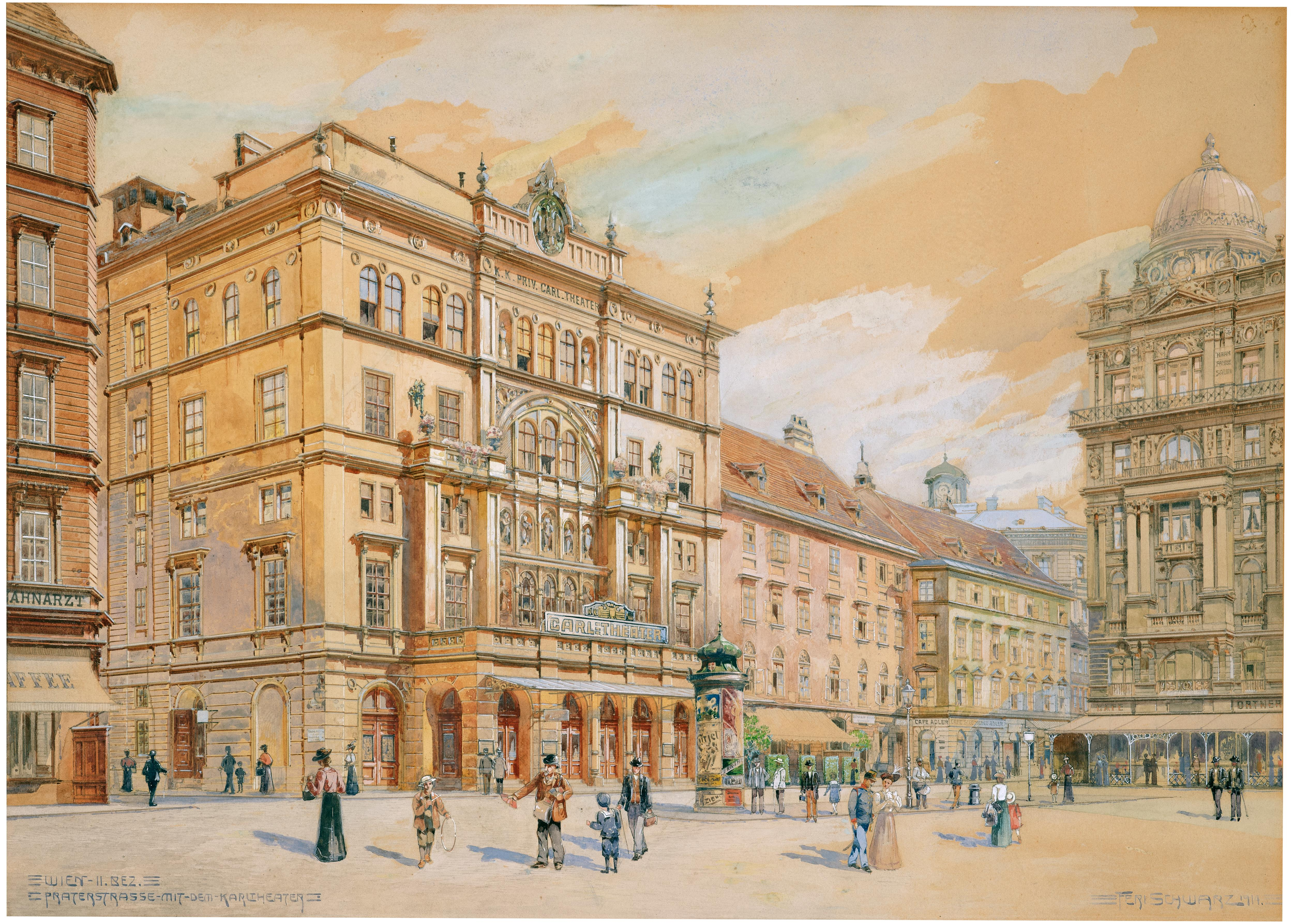
Carltheater, 1914

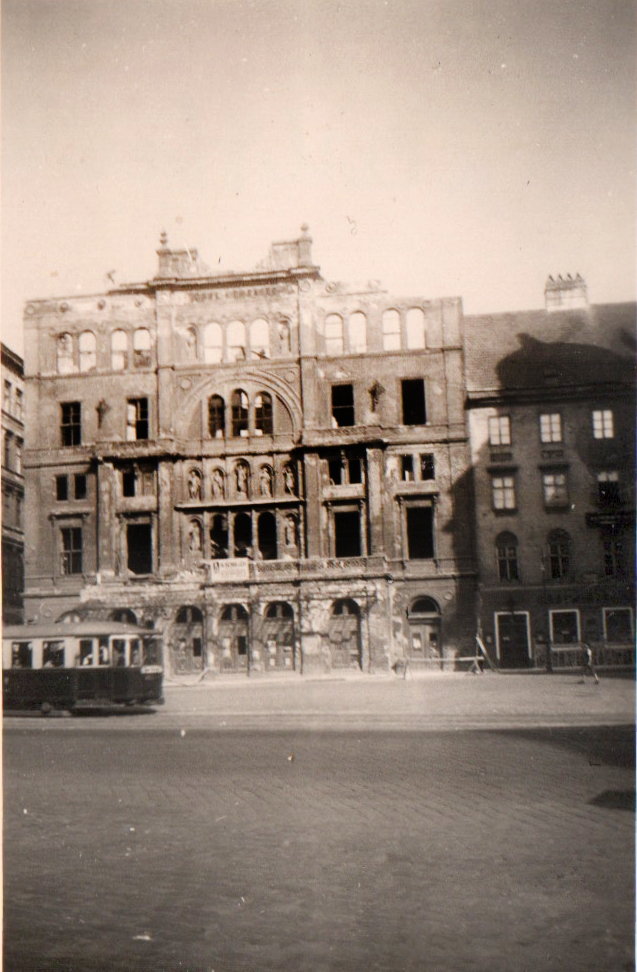
Carltheater vor dem Abriss, 1951

Das Carltheater war das 1847 eröffnete Nachfolgehaus des Leopoldstädter Theaters, eines Altwiener Vorstadttheaters in der Praterstraße 31 (damals Jägerzeile) im 2. Wiener Gemeindebezirk Leopoldstadt.

## Geschichte
Nach längeren finanziellen Schwierigkeiten wurde das Leopoldstädter Theater 1838 an den Theaterdirektor Carl Carl verkauft. Parallel zu seinem Theater an der Wien leitete es Carl bis 1845 selbst.
1847 wurde das ältere Gebäude teilweise abgerissen und nach Plänen der Architekten August Sicard von Sicardsburg und Eduard van der Nüll, der späteren Erbauer der Wiener Hofoper, neu errichtet.
Eröffnet wurde das Theater von Direktor Carl dann am 10. Dezember 1847 unter dem neuen Namen, k.k. priv.(ilegiertes) Carltheater. Der Abend wurde eingeleitet mit einer Fest-Ouvertüre (des mit Carl befreundeten Stuttgarter Hofkapellmeisters Peter Joseph von Lindpaintner). Den Höhepunkt der Veranstaltung bildete die Uraufführung der Burleske Die schlimmen Buben in der Schule von Johann Nestroy, mit diesem in der Hauptrolle des „Willibald“. Zwei Drittel der Einnahmen wurden den Armen zugewendet.
Hier erlebten viele Stücke von Nestroy sowie des Alt-Wiener Volkstheaters ihre Uraufführung. In den Jahren 1854 bis 1860 fungierte Nestroy zugleich als Darsteller und Direktor des Theaters. Auch in den Folgejahren schrieben bekannte Wiener Bühnendichter Stücke für das Carltheater und führten seinen Ruf als beliebtes Haus des Wiener Volksstückes und der Wiener Operette fort.
Von 1908 bis 1922 leitete Siegmund Eibenschütz, der auch Eigentümer des Carltheaters war, die Bühne und setzte sehr erfolgreiche Operetten auf den Spielplan.
Nach einem häufigen Wechsel der Direktoren geriet das Theater wieder in finanzielle Schwierigkeiten. Am 31. Mai 1929 wurde es endgültig geschlossen und nur für Filmaufzeichnungen in den späten 1930er und frühen 1940er Jahren noch herangezogen.
Bei einem Bombenangriff 1944 wurde der Zuschauerraum des Theaters fast völlig zerstört. Die künstlerisch wertvolle und unter Denkmalschutz stehende Fassade wirkte selbst nach dem Krieg noch erstaunlich intakt. Wegen umgebungsbedingter Einsturzgefahr wurde sie jedoch Mitte 1951, wie auch das im Krieg unbeschädigt gebliebene rechte Nachbargebäude, abgerissen und nicht mehr aufgebaut. Heute steht an dieser Stelle der Galaxy Tower. Bis vor wenigen Jahren erinnerte an der Praterstraße eine Gedenktafel an die traditionsreiche Theaterstätte, heute fehlt auch diese.

## Uraufführungen
- Die schlimmen Buben in der Schule, Burleske in einem Akt von Johann Nestroy, am 10. Dezember 1847
- Freiheit in Krähwinkel, Posse mit Gesang von Johann Nestroy, am 1. Juli 1848
- Judith und Holofernes, Travestie mit Gesang von Johann Nestroy, am 13. März 1849
- Tannhäuser, Opernpersiflage von Johann Nestroy, Musik von Carl Binder, am 31. Oktober 1857
- Das Corps der Rache, Operette von Franz von Suppè, am 5. März 1864
- Franz Schubert, Operette von Franz von Suppè, am 10. September 1864
- Dinorah oder Die Turnerfahrt nach Hütteldorf, Opernparodie von Franz von Suppè, am 4. Mai 1865
- Leichte Kavallerie oder Die Töchter der Puszta, Operette von Franz von Suppè, am 21. März 1866
- Freigeister, Operette von Franz von Suppè, am 23. Oktober 1866
- Banditenstreiche, Operette von Franz von Suppè, am 27. April 1867
- Die Frau Meisterin, Operette von Franz von Suppè, am 20. Januar 1868
- Tantalusqualen, Operette von Franz von Suppè, am 3. Oktober 1868
- Isabella, Operette von Franz von Suppè, 5. November 1869
- Lohengelb, oder Die Jungfrau von Dragant (Tragant), Operette von Franz von Suppè, am 30. November 1870
- Can(n)ebas, Operette von Franz von Suppè, am 2. November 1872
- Fatinitza, Operette von Franz von Suppè, 5. Januar 1876
- Prinz Methusalem, Komische Operette von Johann Strauss (Sohn), am 3. Januar 1877
- Der Teufel auf Erden, Operette von Franz von Suppè, am 5. Januar 1878
- Boccaccio, Operette von Franz von Suppè, am 1. Februar 1879
- Donna Juanita, Operette von Franz von Suppè, am 21. Februar 1880
- Die Carbonari, Operette von Carl Zeller, am 27. November 1880
- Wiener Kinder, Komische Operette von Carl Michael Ziehrer, am 19. Februar 1881
- Der Gascogner, Operette von Franz von Suppè, am 22. März 1881
- Das Herzblättchen, Operette von Franz von Suppè, am 4. Februar 1882
- Der Vagabund, Operette von Carl Zeller, am 30. Oktober 1886
- Die Jagd nach dem Glück, Operette von Franz von Suppè, 27. Oktober 1888
- Ein Deutschmeister, Operette von Carl Michael Ziehrer, am 30. November 1888
- Das Modell, Operette von Franz von Suppè, am 4. Oktober 1895
- Das neue Ghetto, Schauspiel von Theodor Herzl, am 5. Januar 1898
- Wiener Blut, Operette von Johann Strauß (Sohn), am 25. Oktober 1899
- Die drei Wünsche, Operette von Carl Michael Ziehrer, am 9. März 1901
- Das süße Mädel, Operette von Heinrich Reinhardt, am 25. Oktober 1901
- Der Rastelbinder, Operette von Franz Lehár, am 20. Dezember 1902
- Der Göttergatte, Operette von Franz Lehár, am 20. Januar 1904
- Die lustigen Nibelungen, Burleske Operette von Oscar Straus, am 12. November 1904
- Der Schätzmeister, Operette von Carl Michael Ziehrer, am 10. Dezember 1904
- Krieg im Frieden, Operette von Heinrich Reinhardt, am 24. Januar 1906
- Ein Walzertraum, Operette von Oscar Straus, am 2. März 1907
- Die geschiedene Frau, Operette von Leo Fall, am 23. Dezember 1908
- Zigeunerliebe, Operette von Franz Lehár, am 8. Januar 1910
- Alt-Wien, Operette von Joseph Lanner, am 23. Dezember 1911
- Majestät Mimi, Operette von Bruno Granichstaedten, am 11. Februar 1911
- Großstadtmärchen, Operette von Richard Fall, am 10. Jänner 1920
- Fürst Casimir, Operette von Carl Michael Ziehrer, am 13. September 1913
- Polenblut, Operette von Oskar Nedbal, am 25. Oktober 1913
- Die erste Frau, Operette von Heinrich Reinhardt, am 22. Oktober 1915
- Glück bei Frauen, Operette von Bruno Granichstaedten, am 4. Dezember 1923
- Prinzessin Ti-Ti-Pa, Operette von Robert Stolz, 1928
- Lenin, Revolutions-Tragödie von Ernst Fischer, am 26. September 1928[4]